# Kondensacja aldolowa
Kondensacja aldolowa – reakcja kondensacji, w której powstają α,β-nienasycone związki karbonylowe z dwóch cząsteczek aldehydów lub ketonów, z których jeden musi posiadać przynajmniej jeden atom wodoru przy atomie węgla α, czyli atomie bezpośrednio związanym z grupą −CHO lub >C=O. Zarówno jeden, jak i oba substraty mogą być ketonami, jednak te wykazują niższą reaktywność od aldehydów.
Kondensacja aldolowa może przebiegać pod wpływem silnej zasady np. NaOH wówczas początkowo tworzy się jon enolanowy (np. enolan sodu), lub pod wpływem mocnego kwasu tworząc enol. Wytworzony enol lub jon enolanowy reaguje z drugą cząsteczką aldehydu lub ketonu tworząc początkowo aldol, czyli β-hydroksyaldehyd lub β-hydroksyketon.
W obecności mocnej zasady lub mocnego kwasu produkt addycji łatwo ulega dehydratacji z wytworzeniem wiązania podwójnego węgiel-węgiel.

Kondensacja aldolowa prowadzi do produktu po dehydratacji
Reakcję enolu lub enolanu z drugą cząsteczką związku karbonylowego można zatrzymać na etapie aldolu stosując odpowiednio słabsze kwasy lub zasady. Reakcja biegnąca do wytworzenia aldolu bez następczej dehydratacji nazywa się „reakcją aldolową”.

Reakcja aldolowa na przykładzie dimeryzacji aldehydu octowego prowadzi do aldolu (3-hydroksybutanalu) bez etapu dehydratacji

## Krzyżowa kondensacja aldolowa
Dwa substraty mogą stanowić ten sam związek – reakcję nazywa się wtedy dimeryzacją aldolową. W przeciwnym razie używa się określenia krzyżowa kondensacja aldolowa. W ogólnym wypadku dwa aldehydy mogą reagować tworząc przynajmniej cztery produkty (dwa dimery i dwa produkty krzyżowe). Z tego powodu krzyżową kondensację aldolową przeprowadza się najczęściej między substratami, z których jeden nie zawiera atomów wodoru przy α-atomie węgla (np. formaldehyd lub benzaldehyd). O tym, który produkt powstanie w przewadze decydują również warunki reakcji (użyta zasada, temperatura). Możliwe jest takie dobranie warunków reakcji oraz substratów, aby powstał tylko jeden produkt. Na przykład w reakcji równomolowych ilości benzaldehydu i acetonu w środowisku zasadowym powstaje tylko 4-fenylobut-3-en-2-on, gdyż benzaldehyd nie ma atomów wodoru przy α-atomie węgla, a równowaga reakcji dimeryzacji acetonu jest silnie przesunięta w lewo. Powstający na początku ketol (β-hydroksyketon) ulega dehydratacji.

Krzyżowa kondensacja aldolowa acetonu z benzaldehydem daje benzylidenoaceton
Jeśli reakcję tę przeprowadzi się stosując dwa ekwiwalenty benzaldehydu otrzymuje się dibenzylidenoaceton.

## Mechanizm reakcji

### Reakcja w środowisku kwasowym
Cząsteczka aldehydu (lub ketonu) ulega w środowisku mocnego kwasu przesunięciu równowagi w stronę formy enolowej przez protonowanie atomu tlenu grupy karbonylowej (C=O). Powstająca sprzężona zasada (np. H
2O z H
3O+
 lub HSO−
4 z H
2SO
4) odrywa proton α tworząc wiązanie podwójne C=C i tym samym formę enolową aldehydu oraz odtwarzając wyjściową cząsteczkę kwasu.
Następnie elektrony wiązania π atakują karbonylowy atom węgla drugiej cząsteczki aldehydu (lub ketonu) obdarzony cząstkowym ładunkiem dodatnim (deficytem elektronów) ze względu na sąsiedztwo bardziej elektroujemnego atomu tlenu. Jest to etap addycji – tworzy się nowe wiązanie węgiel–węgiel. Odtworzona wcześniej cząsteczka kwasu ponownie protonuje (oddaje H+
) atom tlenu grupy hydroksylowej (−OH) tworząc dobrą grupę opuszczającą −OH+
2. Po odejściu grupy opuszczającej w postaci cząsteczki wody pozostaje protonowana forma α,β-nienasyconego aldehydu (lub ketonu), który po zalkalizowaniu słabą zasadą (najczęściej NaHCO
3) tworzy finalny produkt.

Uproszczony mechanizm kondensacji aldolowej w środowisku kwaśnym. H+
 symbolizuje mocny kwas

### Reakcja w środowisku zasadowym
Silna zasada (np. metanolanu sodu CH
3O−
Na+
) odrywa proton α cząsteczki aldehydu (lub ketonu) wytwarzając jon enolanowy, który następnie atakuje (elektrony wiązania π C=C) karbonylowy atom węgla drugiej cząsteczki związku karbonylowego tworząc nowe wiązanie węgiel-węgiel. Powstający γ-alkoholan odrywa proton od powstałego wcześniej sprzężonego kwasu do wyjściowej zasady (w tym przypadku MeOH). Ponieważ reakcja jest nadal w środowisku silnie zasadowym następuje eliminacja wody. Eliminacja nie przebiega jednak przez prosty mechanizm E2, gdyż grupa hydroksylowa (−OH) jest słabą grupą opuszczającą. Biegnie ona przez mechanizm E1cB. Następuje oderwanie protonu α przez anion metanolanowy, jednak początkowo para elektronowa wiązania C−H przechodzi na utworzenia stabilizowanego rezonansem anionu enolanowego, który w środowisku zasadowym ulega równowagowej reakcji usuwania grupy −OH jako sprzężonej zasady, czyli anionu wodorotlenkowego OH−
.

Uproszczony mechanizm kondensacji aldolowej w środowisku zasadowym. Anion metanolanowy (OMe−
) jest silną zasadą

## Odmiany kondensacji aldolowej
- Kondensacja Claisena ester + ester → β-ketoester;
- mieszana kondensacja Claisena ester + związek karbonylowy (aldehyd lub keton) → β-ketoester, β-oksoaldehyd lub β-diketon
- Kondensacja Dickmana diester – wewnątrzcząsteczkowo → cykliczny β-ketoester
- Kondensacja Knoevenagla – 1,3-diketon lub 1,3-diester + związek karbonylowy → α,β-nienasycony diketon lub diester
- Kondensacja Perkina bezwodnik kwasowy + aldehyd → α,β-nienasycony kwas karboksylowy